# Castelo de Samone
O Castelo de Samone (em italiano:  Castello di Samone) é um castelo localizado em Samone na Itália.

## História
O castelo foi construído na segunda metade do século XVIII por Francesco Antonio Garda como uma residência de campo, sobre os restos de uma estrutura anterior do século XVI. Ao longo das décadas, o edifício passou por várias modificações feitas por seus descendentes e novos proprietários. O colecionador de arte e político italiano Pier Alessandro Garda também viveu no castelo.

## Descrição
O castelo está situado a meio da colina com vista para a cidade de Samone. O edifício apresenta um estilo neoclássico.